# Тананаев, Иван Владимирович
Ива́н Влади́мирович Танана́ев (22 мая [4 июня] 1904 года — 28 февраля 1993 года) — советский химик, специалист в области органической и аналитической химии. Доктор химических наук, профессор, академик АН СССР и Российской академии наук. Герой Социалистического Труда (1984), лауреат двух Сталинских премий и Государственной премии СССР.

## Биография
Родился в селе Серповое Моршанского уезда Тамбовской губернии в крестьянской семье. В семье было шесть братьев и одна сестра. С детства Иван помогал родителям — Владимиру Александровичу и Марии Ивановне Тананаевым, овладел большинством крестьянских ремёсел. Окончил сельскую школу, за успешную учёбу его перевели в школу второй ступени в городе Моршанске.
В раннем возрасте Тананаев проявил исключительные способности к музыке. Иван пел в церковном хоре, умел играть на баяне, балалайке, гитаре, домре. В школе ему удалось организовать детский оркестр народных инструментов. Родители заметили его музыкальные способности и после окончания школы в 1921 году отправили сына в Киев на вечернее отделение Киевского музыкального института.
После Октябрьской революции жизнь Ивана ухудшилась. Чтобы обеспечить себя, Тананаев подрабатывал истопником на химическом факультете Киевского политехнического института, профессором которого был его дядя — Николай Александрович Тананаев.
Иван Владимирович заинтересовался лекциями по химии. Работая истопником и одновременно обучаясь в консерватории, он сумел понять химическую науку, о которой прежде не имел никакого представления. Через год он сдал экзамены и поступил на химический факультет института. Одним из его учителей был создатель физико-химического анализа академик Николай Семёнович Курнаков.
Танананев досрочно закончил обучение, защитил дипломную работу с оценкой «выдающаяся», затем был принят на факультете на работу. Музыкальное образование Тананаев так и не окончил, но увлечение музыкой не оставлял, на досуге написал несколько музыкальных произведений. Так, в декабре 1960 года, на заседании, приуроченному к столетию со дня рождения Н. С. Курнакова, Иван Владимирович исполнил объёмное музыкальное произведение для фортепиано под названием «Физико-химический анализ».
В 1935 году переехал в Москву, вскоре защитил докторскую диссертацию, затем стал профессором. С 1939 по 1941 год преподавал в Московском институте цветных металлов и золота.
Во время Великой Отечественной войны Тананаев участвовал в создании сплавов, брони и снарядов для оборонной промышленности СССР.
После окончания войны Тананаева включили в секретные работы атомного проекта СССР. Ему удалось разработать технологию, связанную с изотопным разделением природного урана, позволяющую получить в короткое время делящиеся материалы. За участие в разработке и внедрении технологии производства завода «Б» комбината № 817 (предприятия, занимавшегося радиохимическим выделением плутония для первой советской ядерной бомбы) в 1949 году секретными указами правительства был награждён орденом Трудового Красного Знамени и Сталинской премией II степени.
В 1946 году Иван Владимирович был избран членом-корреспондентом АН СССР.
Тананаев называл редкие элементы «элементами прогресса, элементами будущего». В Институте общей и неорганической химии (ИОНХ) АН СССР, в котором работал Иван Владимирович, в 1948 году был создан специальный Отдел редких элементов. Возглавил отдел Тананаев. Проводившиеся им и его сотрудниками исследования охватывали большую часть периодической системы. Среди них видное место занимало изучение представителей III группы — галлия, индия, а также скандия, иттрия и лантанидов.
С 1951 года по 1963 год преподавал в Московском инженерно-физическом институте, с 1963 года по 1968 год — в Московском институте тонкой химической технологии. Под руководством Тананаева 15 химиков стали докторами наук и более 70 — кандидатами.
В 1958 году Иван Владимирович Тананаев был избран действительным членом (академиком) Академии наук СССР.
Под руководством Тананаева были разработаны способы переработки сырья, найдены новые области применения редкоземельных элементов, проводились исследования хроматов лантана, неодима и иттрия. Впоследствии эти наработки оказались полезными при создании высокотемпературных керамических материалов.
Тананаев решил важную задачу комплексного освоения минерального сырья на Кольском полуострове. Он разработал технологию выделения из руд ценных металлов и фосфора, которая и в XXI веке применяется на заводах. Также учёный одним из первых сформулировал идеи о наноматериалах.
Указом Президиума Верховного Совета СССР в 1984 году академику Ивану Владимировичу Тананаеву было присвоено звание Героя Социалистического Труда.
В 1991 году стал действительным членом Российской академии наук.
Иван Владимирович имел ряд патентов на различные изобретения, он запатентовал эмаль, эмаль для стали, материал для термоэлектронных катодов и многие другие разработки.
Скончался Иван Владимирович в Москве 28 февраля 1993 года. Похоронен в Дарьино (Одинцовский район).

## Награды
- Герой Социалистического Труда (Указ Президиума Верховного Совета СССР от 1 июня 1984 года, медаль «Серп и Молот») — за выдающиеся заслуги в развитии отечественной науки и в связи с восьмидесятилетием со дня рождения
- Три ордена Ленина (19.09.1953; 11.07.1974; 01.06.1984)
- Орден Октябрьской Революции (20.07.1971)
- 2 ордена Трудового Красного Знамени (29.10.1949; 13.06.1964)
- Орден Красной Звезды (13.11.1944)
- медали СССР, в том числе:
  - Медаль «В ознаменование 100-летия со дня рождения Владимира Ильича Ленина» (1970)
  - Медаль «За доблестный труд в Великой Отечественной войне 1941—1945 гг.» (1945)
  - Медаль «В память 800-летия Москвы» (1948)
- Сталинская премия второй степени (29.10.1949) — за участие в разработке и внедрении технологии производства завода «Б» комбината № 817
- Сталинская премия (1951)
- Государственная премия СССР (1971)
- Премия Совета Министров СССР (1990)
- Золотая медаль имени Д. И. Менделеева (1973)
- другие награды

## Память
В 1997 году именем Тананаева был назван Институт химии и технологии редких элементов Кольского научного центра Российской академии наук в городе Апатиты.